# Owen Paul
Owen Paul (född Owen Paul McGee, 1 maj 1962, Glasgow), är en skotsk sångare, mest känd i Storbritannien för hans  1986 hitsingel, "My Favourite Waste of Time"
Som en ung Paul togs in som lärling hos Celtic Football Club, men efter att ha hört Sex Pistols han bestämde sig för att satsa på en karriär inom musiken. År 1989 producerade han japanska rockbandet Buck-Tick album "tabu". Efter att ha släppt ett par singlar han hade ett fall ut med sitt skivbolag vilket resulterar i honom att lämna musikbranschen i 15 år.
Återgick till hans fullständiga namn Owen Paul McGee, återvände han till musikscenen 2002 med albumet About Time.Ge
Owen är bror till Brian McGee tidigare trummis i Simple Minds. 
2009 bildade Derek Forbes och Brian McGee gruppen Ex-Simple Minds, även förkortat XSM, tillsammans med Owen Paul som sångare. De turnerar med de klassiska Simple Minds-låtarna från 1980-talet

## Diskografi
- As It Is (1986)
- About Time (2002)
- Rewired (2007) Mike + the Mechanics (som underlag vokalist och sång arrangör)

singel
- My Favourite Waste of Time (1986)
- Pleased to Meet You (1986)
- One World (1986)
- Bring Me Back That Spark (1987)
- Mad About the Girl (1987)